# Eucithara seychellarum
Eucithara seychellarum é uma espécie de gastrópode do gênero Eucithara, pertencente à família Mangeliidae.